# William Francis Murphy (Bischof, 1940)

Bischofswappen von William Francis Murphy

William Francis Murphy (* 14. Mai 1940 in Boston) ist ein US-amerikanischer Geistlicher und emeritierter römisch-katholischer Bischof von Rockville Centre auf Long Island, USA.

## Leben
Der Rektor des Päpstlichen Nordamerika-Kolleg, Francis Frederick Reh, weihte ihn am 16. Dezember 1964 zum Priester.
Papst Johannes Paul II. ernannte ihn am 21. November 1995 zum Weihbischof in Boston und Titularbischof von Saia Maior. Der Erzbischof von Boston, Bernard Francis Kardinal Law, spendete ihm am 27. Dezember desselben Jahres die Bischofsweihe; Mitkonsekratoren waren William Wakefield Kardinal Baum, Kardinalgroßpönitentiar, und Alfred Clifton Hughes, Bischof von Baton Rouge.
Am 26. Juni 2001 wurde er zum Bischof von Rockville Centre ernannt und am 5. September desselben Jahres in das Amt eingeführt.
Papst Franziskus nahm am 9. Dezember 2016 seinen altersbedingten Rücktritt an.